# يونيسكي كيسادا
يونيسكي كيسادا بيريز (مواليد 31 يوليو 1984) لاعب شطرنج كوبي أمريكي. مُنح لقب أستاذ كبير من الاتحاد الدولي للشطرنج عام 2005. كيسادا هو رابع كوبي يتجاوز تصنيف إيلو 2600، وهو ما حققه في قائمة الاتحاد الدولي للشطرنج لشهر يوليو 2010. فاز ببطولة كوبا للشطرنج عامي 2008 و2011.
في أبريل 2015، فاز كيسادا ببطولة فيلادلفيا المفتوحة متغلبًا على يوان كريستيان تشيريلا بنتيجة الشوط الفاصل.
شقيقه الأصغر، ياسر كيسادا بيريز، هو أيضًا أستاذ كبير.

## روابط خارجية
- ألعاب الشطرنج يونيسكي كيسادا بيريز على 365Chess.com.